# Agape-Gemeinde

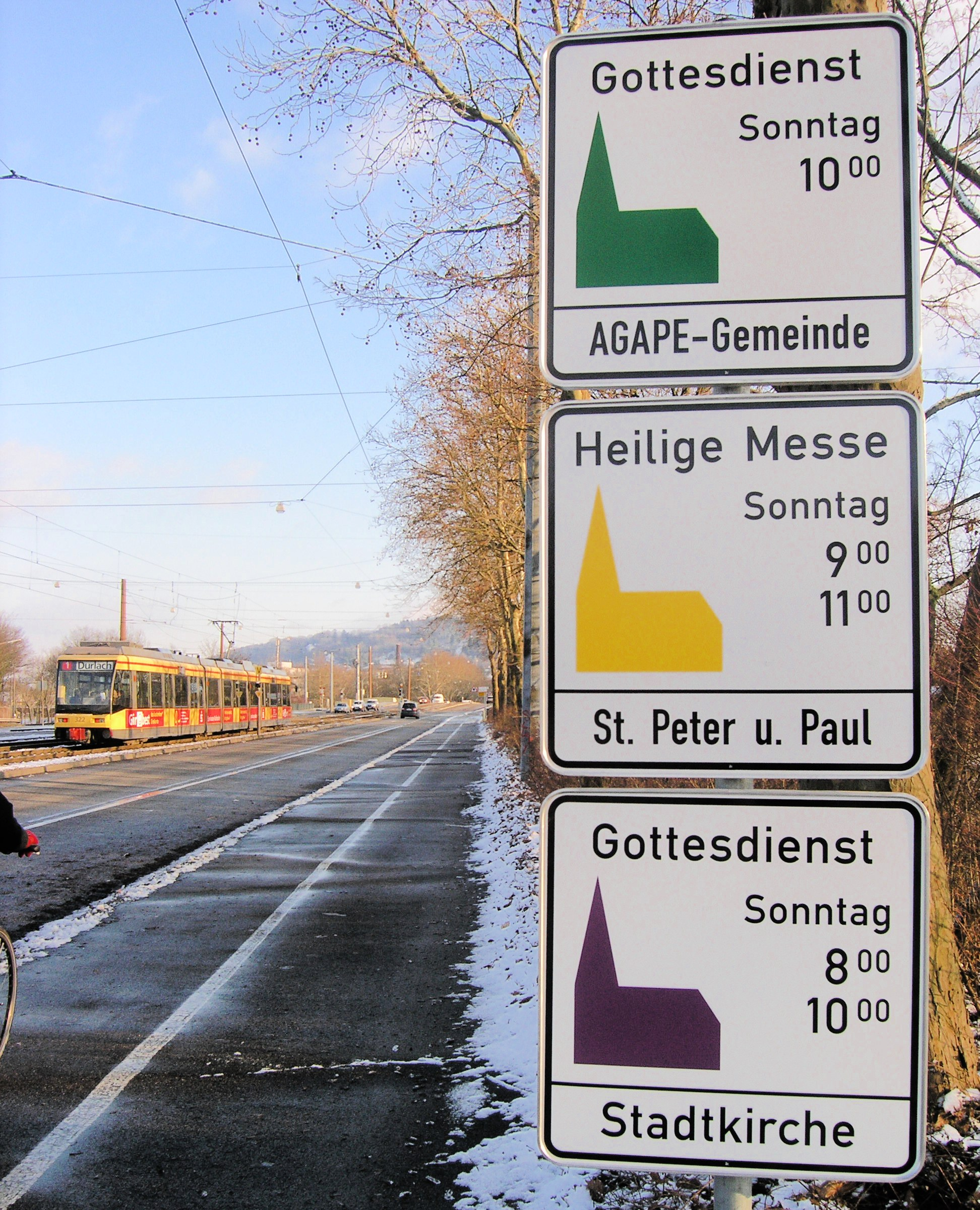
Hinweisschild auf die AGAPE-Gemeinde in Karlsruhe-Durlach

Als Agape-Gemeinden bezeichnen sich verschiedene, voneinander unabhängige christliche Gemeinden, welche sich selbst als „überkonfessionelle Gruppe von Christen“ verstehen. Da sie nicht zentral organisiert sind, gibt es keine verbindlichen gemeinsamen Glaubensgrundsätze. Gemeinsam ist vielen Agape-Gemeinden jedoch, dass sie Menschen in eine persönliche Beziehung zu Jesus Christus führen wollen. Auch im Bund Freikirchlicher Pfingstgemeinden gibt es Gemeinden mit diesem Namen.
In Karlsruhe-Durlach befindet sich die Agape-Gemeinde Durlach, welche sich ebenfalls im Bund Freikirchlicher Pfingstgemeinden befindet.
Siehe auch: Agape, Freikirche